# Siège de Caxias
Guerre d'indépendance du Brésil
Le siège de Caxias est un siège pendant la Guerre d'Indépendance Brésilienne au cours de laquelle l'armée brésilienne sous le commandement de José Pereira Filgueiras tente de capturer la ville de Caxias dans le Maranhão, qui est défendue par l'armée portugaise de João José da Cunha Fidié. Le siège dure du 23 mai 1823  jusqu'au 31 juillet 1823 , lorsque les Portugais se rendent aux forces brésiliennes après les combats qui se produisent du 17 au 19 juillet et qui réduisent considérablement  leur nombre. Cet événement marque le début de l'effondrement des forces portugaises dans le Maranhão.